# 鹿児島県道73号鹿屋高山串良線
鹿児島県道73号鹿屋高山串良線（かごしまけんどう73ごう かのやこうやまくしらせん）は、鹿児島県鹿屋市浜田町から鹿屋市吾平地区、肝属郡肝付町を経由して、鹿屋市串良町有里に至る県道（主要地方道）である。

## 概要
鹿児島湾（錦江湾）沿岸部の鹿屋市浜田町から国道269号と別れ、峠を越える。大姶良地区は肝属川支流の大姶良川を併走するかたちで東進する。
鹿屋市吾平地域中心部の吾平町交差点 - 吾平町麓交差点間は鹿児島県道68号鹿屋吾平佐多線と重複するものの、当区間は県道73号として運用されている。
肝付町（旧高山町域）に入ってからはロードサイド店舗が目立つようになる。肝付町中心部からは北進するため、東進する（志布志湾・国道448号方面へ向かう）場合は鹿児島県道539号高山吾平線を利用することになる。鹿屋市串良町までは旧大隅線と併走し、宮下交差点で国道220号に合流し終点となる。
総延長・実延長はともに22.219 km、改良率は95.8 %（2007年4月1日現在）。

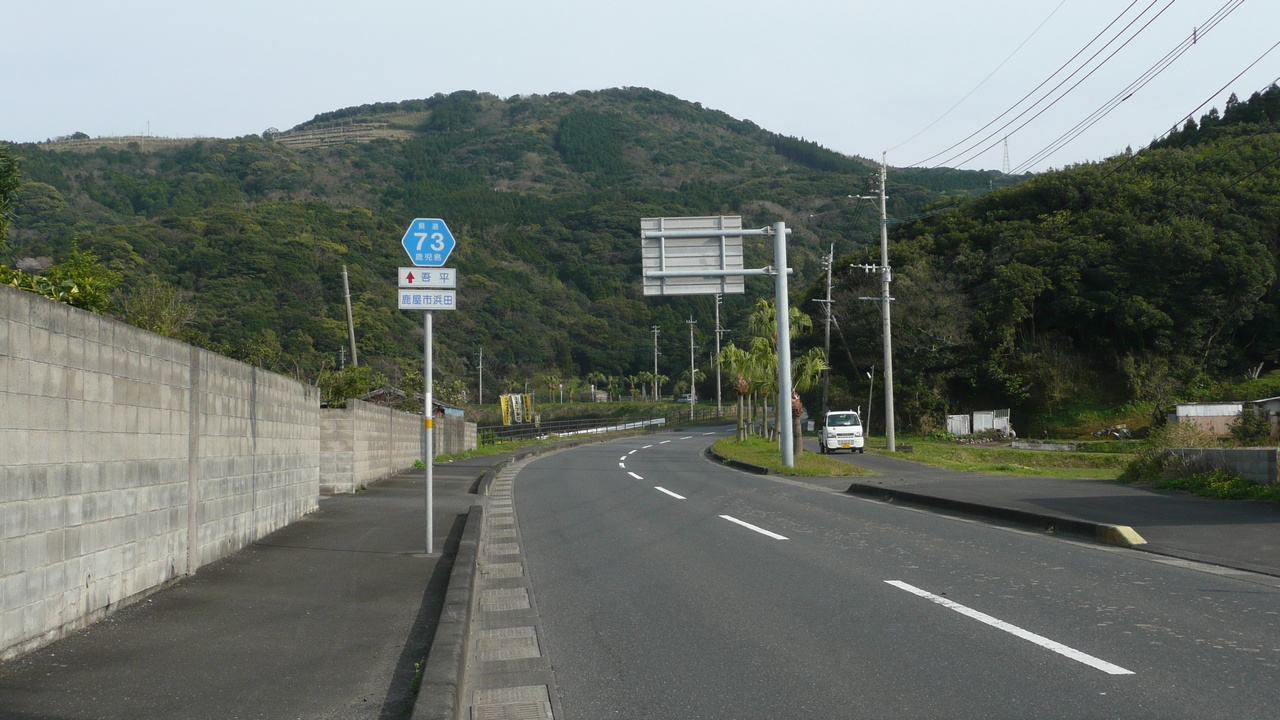
鹿屋市浜田町（起点）
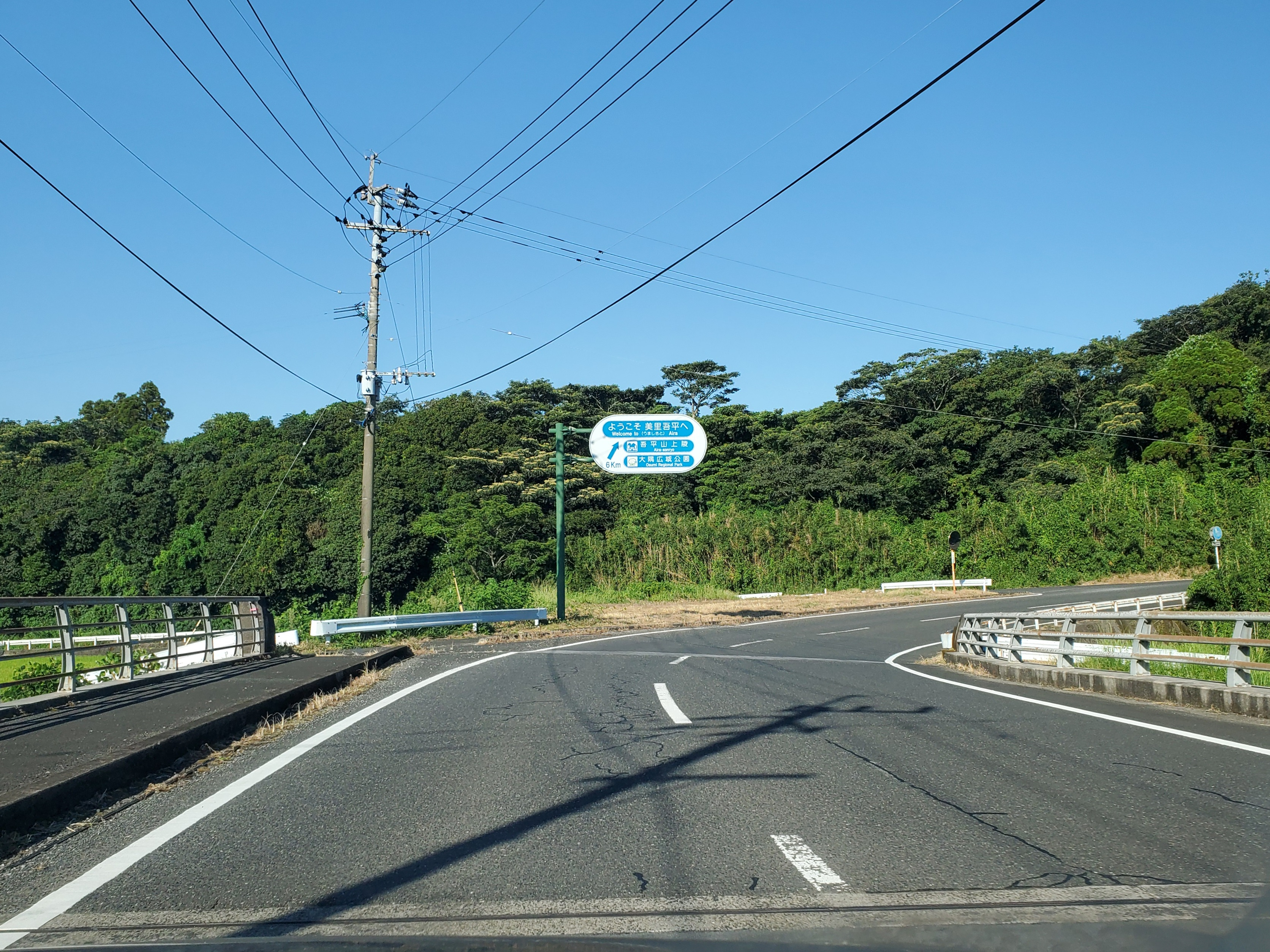
鹿屋市（旧市・吾平町境）
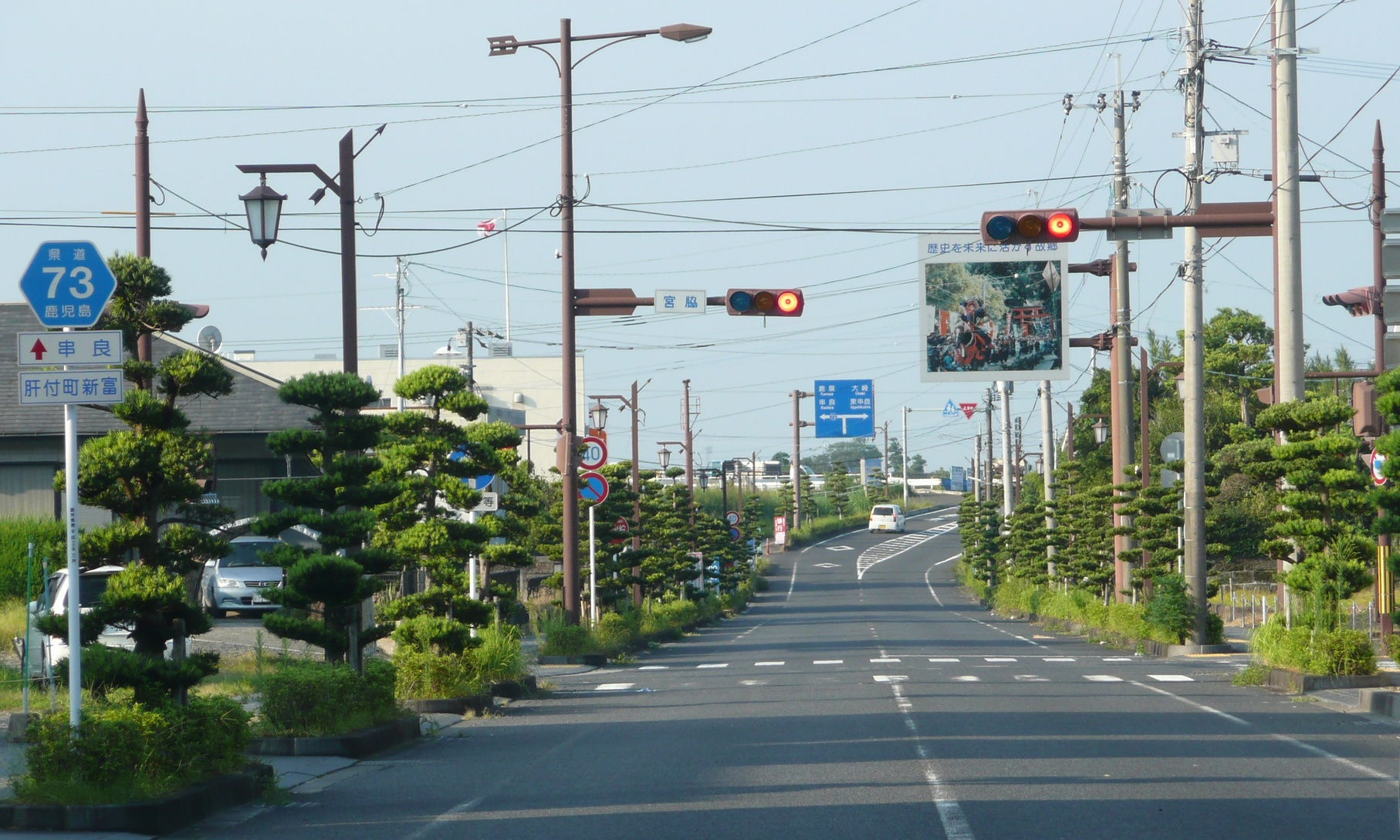
肝付町新富

## 歴史

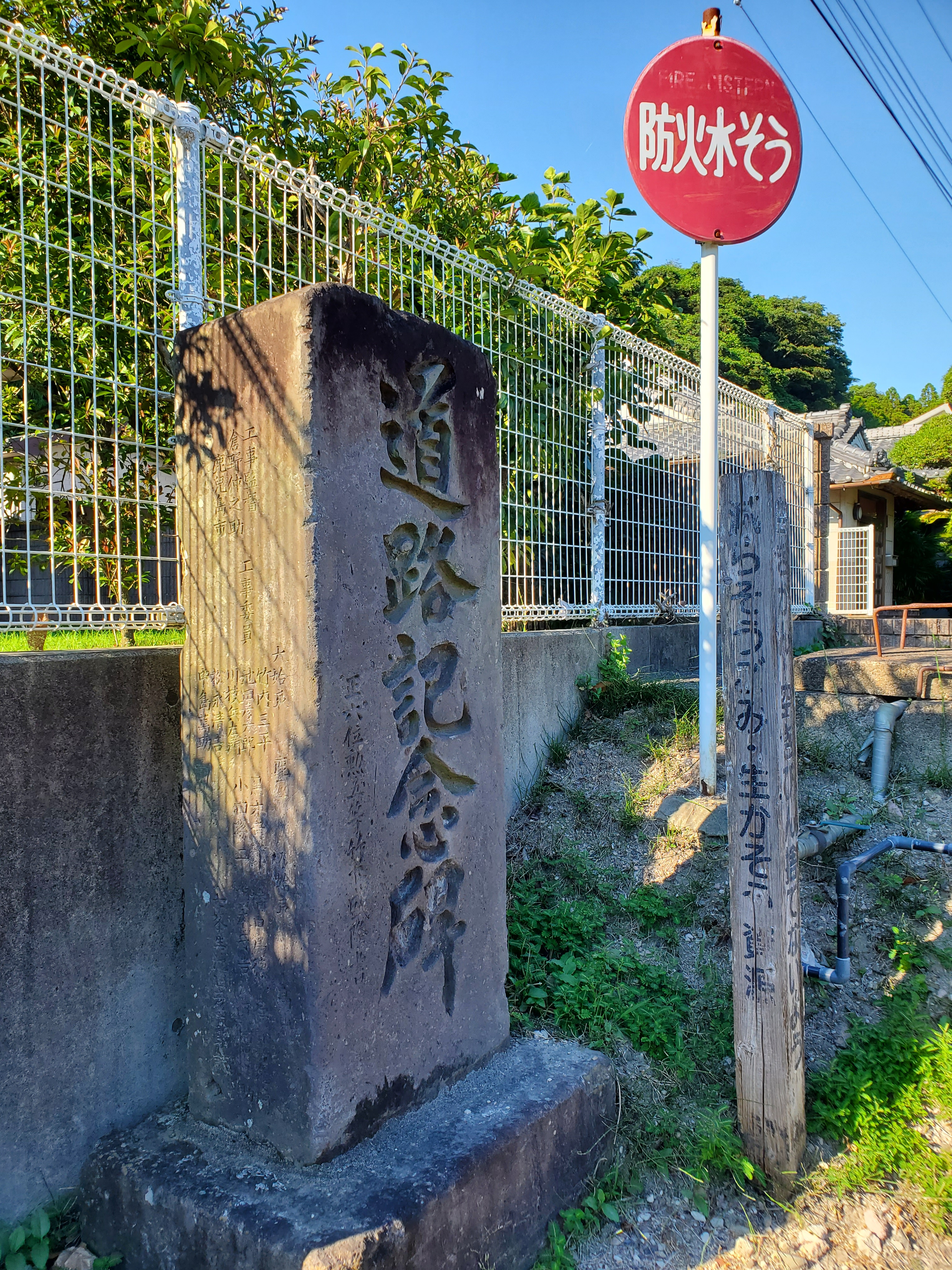
鹿屋市田淵町にある道路記念碑。側面に鹿屋・大姶良・姶良・高山の地名が刻まれている。

鹿屋 - 高山（肝付町）間は大姶良村（1941年に鹿屋町・花岡村と合併し鹿屋市となる）の主要道路として開通した里道が前身であり、現在の路線（主要地方道）としては1982年12月17日に認定された。かつての一般県道小浜高山線（鹿屋市浜田町 - 肝付町間）・新富吾平線（肝付町内）・主要地方道串良内之浦大根占線（肝付町新富 - 串良町間）を合わせたもので、鹿屋 - 高山間は一般県道からの昇格・高山 - 串良間は路線名変更となった。
現在の鹿屋市域には1890年代を中心に県道や里道が整備されたものの、いずれも大姶良村の周縁部を通過するのみであった。このため、鹿屋村、大姶良村、姶良村（吾平町を経て鹿屋市の一部）、高山村（現在の肝付町）の協力により1911年に鹿屋村高須から高山村に至る里道を整備した。このとき開通した区間の一部は、現在鹿児島県道545号永吉高須線として指定されており、現在県道73号として指定されている浜田 - 永吉間は1930年に開通した。

## 路線データ
- 起点：鹿屋市浜田町（浜田交差点、国道269号交点）
- 終点：鹿屋市串良町有里（宮下交差点、国道220号交点）

### 重複区間
- 鹿児島県道68号鹿屋吾平佐多線（鹿屋市吾平町上名・吾平町交差点 - 鹿屋市吾平町上名・吾平町麓交差点）

### 通過する自治体
- 鹿児島市
  - 鹿屋市 - 肝付町 - 鹿屋市

### 交差する道路
| 交差する道路                                                              | 市町村名 | 市町村名 | 交差する場所 | 交差する場所         |
| ------------------------------------------------------------------------- | -------- | -------- | ------------ | -------------------- |
| 国道269号                                                                 | 鹿屋市   | 鹿屋市   | 浜田町       | 浜田交差点 / 起点    |
| 鹿児島県道545号永吉高須線                                                 | 鹿屋市   | 鹿屋市   | 浜田町       |                      |
| 鹿児島県道540号田渕田崎線                                                 | 鹿屋市   | 鹿屋市   | 田淵町       |                      |
| 鹿児島県道68号鹿屋吾平佐多線 重複区間起点                                 | 鹿屋市   | 鹿屋市   | 吾平町上名   | 吾平町交差点         |
| 鹿児島県道68号鹿屋吾平佐多線 重複区間終点 鹿児島県道544号折生野神野吾平線 | 鹿屋市   | 鹿屋市   | 吾平町上名   | 吾平町麓交差点       |
| 鹿児島県道539号高山吾平線                                                 | 肝属郡   | 肝付町   | 後田         |                      |
| 鹿児島県道554号後田富山線                                                 | 肝属郡   | 肝付町   | 後田         |                      |
| 鹿児島県道542号岸良高山線                                                 | 肝属郡   | 肝付町   | 新富         | 肝付町役場入口交差点 |
| 鹿児島県道520号永吉高山線                                                 | 肝属郡   | 肝付町   | 新富         | 宮脇交差点           |
| 鹿児島県道519号黒石串良線                                                 | 鹿屋市   | 鹿屋市   | 串良町岡崎   |                      |
| 国道220号                                                                 | 鹿屋市   | 鹿屋市   | 串良町有里   | 宮下交差点 / 終点    |